# Nuoto ai XVIII Giochi del Mediterraneo - 50 metri farfalla femminili
La gara dei 50 metri farfalla femminili dei XVIII Giochi del Mediterraneo si è svolta il 24 giugno 2018. Al mattino si sono svolte le batterie, mentre la finale si è disputata nel pomeriggio.

## Podio
| Pos. | Atleta         | Nazione |
| ---- | -------------- | ------- |
|      | Farida Osman   | Egitto  |
|      | Elena Di Liddo | Italia  |
|      | Marie Wattel   | Francia |

## Record
Prima della manifestazione il record del mondo (RM) e il record dei Giochi del Mediterraneo (RG) erano i seguenti.
|  | 24"43 | Sarah Sjöström | 5 luglio 2014 Borås   |
|  | 26"15 | Farida Osman   | 24 giugno 2013 Mersin |

Durante la competizione è stato migliorato il seguente record:
|  | 25"86 | Farida Osman |
|  | 25"48 | Farida Osman |

## Risultati

### Batterie
| Pos. | Batteria | Corsia | Atleta            | Nazionalità          | Tempo | Note |
| ---- | -------- | ------ | ----------------- | -------------------- | ----- | ---- |
| 1    | 3        | 4      | Farida Osman      | Egitto               | 25"86 | Q    |
| 2    | 3        | 5      | Elena Di Liddo    | Italia               | 26"24 | Q    |
| 3    | 1        | 4      | Anna Ntountounaki | Grecia               | 26"30 | Q    |
| 4    | 3        | 3      | Aleyna Özkan      | Turchia              | 26"84 | Q    |
| 5    | 1        | 7      | Léna Bousquin     | Francia              | 26"88 | Q    |
| 6    | 2        | 5      | Elena Gemo        | Italia               | 26"93 | Q    |
| 7    | 1        | 5      | Kristel Vourna    | Grecia               | 27"09 | Q    |
| 8    | 2        | 4      | Marie Wattel      | Francia              | 27"30 | Q    |
| 9    | 1        | 3      | Amina Kajtaz      | Bosnia ed Erzegovina | 27"50 |      |
| 10   | 1        | 6      | Sezin Eligul      | Turchia              | 27"53 |      |
| 11   | 2        | 3      | Lidón Muñoz       | Spagna               | 27"73 |      |
| 12   | 2        | 6      | María Herrero     | Spagna               | 28"10 |      |
| 13   | 3        | 6      | Amel Melih        | Algeria              | 28"14 |      |
| 14   | 3        | 2      | Ana Monteiro      | Portogallo           | 28"24 |      |
| 15   | 1        | 2      | Nesrine Medjahed  | Algeria              | 28"54 |      |
| 16   | 3        | 7      | Beatrice Felici   | San Marino           | 28"64 |      |
| 17   | 2        | 2      | Inês Fernandes    | Portogallo           | 29"15 |      |
| 18   | 2        | 7      | Tonia Papapetrou  | Cipro                | 29"23 |      |

### Finale
| Pos. | Corsia | Atleta            | Nazionalità | Tempo | Note |
| ---- | ------ | ----------------- | ----------- | ----- | ---- |
|      | 4      | Farida Osman      | Egitto      | 25"48 |      |
|      | 5      | Elena Di Liddo    | Italia      | 26"21 |      |
|      | 8      | Marie Wattel      | Francia     | 26"48 |      |
| 4    | 3      | Anna Ntountounaki | Grecia      | 26"57 |      |
| 5    | 1      | Kristel Vourna    | Grecia      | 26"84 |      |
| 6    | 6      | Aleyna Özkan      | Turchia     | 26"91 |      |
| 7    | 7      | Elena Gemo        | Italia      | 26"95 |      |
| 8    | 2      | Léna Bousquin     | Francia     | 27"21 |      |